# Вишівська сільська рада
Вишівська сільська рада (до 1958 року — П'ятидубська сільська рада) — колишня адміністративно-територіальна одиниця та орган місцевого самоврядування у Малинському районі Житомирської області. Адміністративний центр — село Вишів.

## Населені пункти
Сільській раді були підпорядковані населені пункти:
- с. Вишів
- с. Мар'ятин
- с. Трудолюбівка
- с. Косня

## Населення
Кількість населення ради, станом на 1923 рік, становила 1 226 осіб, кількість дворів — 228.
Кількість населення ради, станом на 1931 рік, складала 592 особи.
Станом на 1 жовтня 1941 року в сільській раді налічувався 91 двір з 366 мешканцями в них, в тому числі: чоловіків — 153 та жінок — 213.
Відповідно до результатів перепису населення СРСР, кількість населення ради, станом на 12 січня 1989 року, становила 588 осіб.
Станом на 5 грудня 2001 року, відповідно до перепису населення України, кількість мешканців сільської ради становила 393 особи.

## Склад ради
Рада складалася з 12 депутатів та голови.

### Керівний склад попередніх скликань
| ПІБ                            | Основні відомості                                                               | Дата обрання | Дата звільнення |
| ------------------------------ | ------------------------------------------------------------------------------- | ------------ | --------------- |
| Самородов Сергій Володимирович | Сільський голова, 1974 року народження, освіта середня спеціальна, безпартійний | 26.03.2006   | 31.10.2010      |
| Самородов Сергій Володимирович | Сільський голова, 1974 року народження, освіта середня спеціальна, безпартійний | 31.10.2010   |                 |

Примітка: таблиця складена за даними джерела

## Історія
Створена 1923 року в складі сіл Березівка, П'ятидуб, Рубежівка та хутора Воробіївщина Базарської волості Овруцького повіту Волинської губернії. 25 січня 1926 року сільську раду реорганізовано в російську національну, через що села Березівка та Рубежівка відійшли до складу новоствореної Рубежівської сільської ради Базарського району.
Станом на 1 вересня 1946 року П'ятидубська сільська рада входила до складу Базарського району Житомирської області, на обліку в раді перебували с. П'ятидуб та х. Воробіївщина.
2 вересня 1954 року, відповідно до рішення Житомирського ОВК № 1087 «Про перечислення населених пунктів в межах районів Житомирської області», до складу ради включено села Вишів, Трудолюбівка та х. Червоний Плугатар Рутвянської, Межиліської та Недашківської сільських рад відповідно. Цим же рішенням адміністративний центр ради перенесено до с. Вишів з найменуванням ради Вишівською. 5 березня 1959 року, відповідно до рішення ЖОВК № 161 «Про ліквідацію та зміну адміністративно-територіального поділу окремих сільських рад області», до складу ради включено с. Мар'ятин Межиліської сільської ради Народицького району.
21 липня 1958 року, відповідно до рішення Житомирського ОВК № 709 «Про перейменування П'ятидубської сільської ради Базарського району та передачу з її складу окремих населених пунктів», раду затверджено у складі сіл Вишів, Трудолюбівка та Червоний Плугатар з адміністративним центром ради с. Вишів, через фактичне перебування там, з відповідним перейменуванням ради на Вишівську; села Вороб'ївщина та П'ятидуб передано до складу Гуто-Мар'ятинської сільської ради Базарського району. 9 грудня 1966 року, відповідно до рішення ЖОВК № 638 «Про зміни в адміністративному підпорядкуванні деяких населених пунктів області», до складу ради підпорядковано села Березівку, Воробіївщину та П'ятидуб Гуто-Мар'ятинської сільської ради Народицького району.
Станом на 1 січня 1972 року сільська рада входила до складу Малинського району Житомирської області, на обліку в раді перебували села Березівка, Вишів, Вороб'ївщина, Мар'ятин, П'ятидуб, Трудолюбівка та Червоний Плугатар.
10 травня 1972 року, відповідно до рішення ЖОВК № 194 «Про ліквідацію, утворення окремих сільрад та зміни в адміністративному підпорядкуванні деяких населених пунктів Любарського і Малинського районів», села Березівку, Вороб'ївщину та П'ятидуб передано до складу Морозівської сільської ради Малинського району.
У 2020 році, відповідно до розпорядження Кабінету Міністрів України № 711-р від 12 червня 2020 року «Про визначення адміністративних центрів та затвердження територій територіальних громад Житомирської області», територію та населені пункти ради було включено до складу Малинської міської територіальної громади Коростенського району Житомирської області.
Входила до складу Базарського (7.03.1923 р.) та Малинського (21.09.1959 р.) районів.